# 朱燮 (安徽)
朱燮（？—？），安徽人，清朝政治人物。举人出身。
咸丰九年（1859年），擔任清朝廣州府南海縣知縣。后由袁英接任。